# 山衍地板
山衍地板（英語：Sangyean Flooring）是臺灣的木地板品牌，由山衍實業有限公司於1991年在臺中市創立，主要經營木地板材料銷售及鋪設服務，客戶多為住宅裝修與室內設計領域。

## 歷史
山衍地板於1991年成立，初期以實木地板銷售為主。2012年9月首次參加「臺中建材家具展」，2013年3月再度參與「臺中國際建材大展」。2015年，《經濟日報》報導公司於新北市成立展示中心，以服務北部市場。此後，公司持續參展，包括2018年「臺灣國際綠建材展」及2021年「台灣室內設計材料展」。

## 產品
公司產品涵蓋實木地板、海島型木地板、超耐磨地板、SPC 石塑地板與實木樓梯踏板。